# Xinchang (ort i Kina, Hunan, lat 26,41, long 109,43)
Xinchang är en ort i Kina. Den ligger i provinsen Hunan, i den södra delen av landet, omkring 400 kilometer sydväst om provinshuvudstaden Changsha. Antalet invånare är 420.
Runt Xinchang är det ganska tätbefolkat, med 100 invånare per kvadratkilometer. Närmaste större samhälle är Pukou, 18,1 km nordost om Xinchang. I omgivningarna runt Xinchang växer i huvudsak blandskog.
Genomsnittlig årsnederbörd är 1 724 millimeter. Den regnigaste månaden är juni, med i genomsnitt 285 mm nederbörd, och den torraste är december, med 58 mm nederbörd.